# The Perilous Fight
The Perilous Fight címmel jelent meg az amerikai Hate Eternal első DVD kiadványa. A korongon látható koncert 2006. július 4-én került rögzítésre a The Garage nevű londoni klubban. Az anyag hangzását Erik Rutan felügyelte. A 12 dalos koncertfelvétel mellett egy 20 perces interjú található a lemezen, valamint 3 promó videó.

## Számlista
1. Two Demons
2. Servants of the Gods
3. The Victorious Reign
4. Dogma Condemned
5. I. Monarch
6. Behold Judas
7. The Obscure Terror
8. To Know Our Enemies
9. Powers That Be
10. By His Own Decree
11. Sons Of Darkness
12. King of All Kings[2]